# Гештальтпсихологія
Гешта́льтпсихологія (нім. Gestalt — форма, конфігурація) — напрям (школа) у західній психології першої третини XX століття. Заснована Максом Вертгаймером в 1912 році.

## Основні теоретичні положення
Постулат гештальтпсихології звучить так: первинними даними психології є цілісні структури (гештальти), що практично не виводяться з компонентів, що їх утворюють. Гештальтам притаманні власні характеристики і закони, зокрема, «закон групування», «закон відношення» (фігура/фон).
Гешта́льт — це просторово-наочна форма предметів, що сприймаються, чиї властивості неможливо зрозуміти шляхом сумування властивостей їх частин. Яскравим прикладом, за Келлером, є мелодія, що впізнавана навіть у випадку транспортування на інші елементи. Коли ми чуємо мелодію вдруге, то завдяки пам'яті впізнаємо її. Але якщо склад її елементів змінився, ми все одно впізнаємо мелодію як ту саму. Гештальтпсихологія з'явилася завдяки німецьким психологам Максу Вертгаймеру, Курту Коффці і Вольфгангу Келлеру, що висунули програму вивчення психіки з точки зору цілісних структур — гештальтів. Виступаючи проти висунутого психологією принципу розчленовування свідомості на елементи і побудови з них складних психологічних феноменів, вони запропонували ідею цілісності образу й неможливості зведення його властивостей до суми властивостей його елементів. На думку теоретиків, предмети, що складають наше оточення, сприймаються не у вигляді окремих об'єктів, а як організовані форми. Сприйняття не зводиться до суми відчуттів, а властивості фігури не описуються через властивості частин. Власне гештальт являє собою функціональну структуру, що впорядковує різноманіття окремих явищ.
Гешта́льт — це цілісна структура, яка формується у свідомості людини при сприйнятті об'єктів або їхніх образів. Це первинна індивідуальна властивість психіки, що перебуває згідно з фізіологічними процесами мозку і зовнішнім світом.
Гешта́льт-фа́ктор — це будь-яка стимульна ситуація, яка має тенденцію викликати перцептивні образи цілісності або єдності.

### Фігура і фон
Кожен гештальт розглядається як фігура, що виступає з тьмянішого фону. Сформувати фігуру означає зацікавитись чимось і спробувати якось позначити свій досвід.

### Принципи гештальту
Усі властивості сприймання в гештальтпсихології — константи, фігура, фон — вступають у відносини між собою і являють нову властивість. Це і є гештальт. Цілісність сприйняття і його впорядкованість досягаються завдяки наступним принципам:
- Близькість. Стимули, розташовані поряд, мають тенденцію сприйматись разом.
- Схожість. Стимули, схожі за розміром, формою, тощо мають тенденцію сприйматись разом.
- Цілісність Сприйняття має тенденцію до спрощення і цілісності.
- Замкнутість. Відображає тенденцію завершувати фігуру так, щоб вона мала повну форму.
- Суміжність. Близькість стимулів в часі і просторі. Суміжність може обумовлювати сприйняття, коли одна подія викликає іншу.
- Загальна зона. Принципи гештальту формують наше повсякденне сприйняття, нарівні з навчанням і минулим досвідом. Передбачаючі думки і очікування також активно керують нашою інтерпретацією відчуттів.

### Закон «гарного» гештальту
Закон «гарного» гештальту, озвучений Метцгером (1941), говорить: «Свідомість завжди схильна до того, щоб з поданих разом сприйняттів сприймати найбільш просте, єдине, замкнене, симетричне, таке що включається в основну просторову вісь». Відхилення від «гарних» гештальтів сприймаються не одразу а лише за інтенсивного розгляду (наприклад приблизно рівносторонній трикутник сприймається як рівносторонній, приблизно прямий кут, як прямий). Сформовані гештальти завжди є цілісностями, завершеними структурами, з чітко обмеженими контурами. Контур, що характеризується ступенем різкості і замкнутістю або незамкнутістю обрисів, є основою гештальту. Одним з фундаментальних властивостей гештальта є прагнення до завершеності, що виявляється, зокрема, ефектом Зейгарнік.
При описі гештальту уживається також поняття важливості. Ціле може бути важливим, члени — неважливими, і навпаки. Фігура завжди важливіше основи — фону. Важливість може бути розподілена так, що в результаті всі члени виявляються однаково важливими (це рідкісний випадок, який зустрічається, наприклад, в деяких орнаментах).
Частини гештальту можуть мати різні ранги. Так, наприклад, в колі: 1-му рангу відповідає центр, 2-й ранг має точка на околі, 3-й — будь-яка точка всередині кола. Кожен гештальт має свій центр ваги, який виступає або як центр маси (наприклад, середина в диску), або як точка скріплення, або як вихідна точка (створюється враження, що ця точка служить початком для побудови цілого, наприклад, підстава колони), або як напрямна точка (наприклад, вістря стріли).
Якість «транспозитивності» виявляється в тому, що образ цілого залишається, навіть якщо всі частини міняються за своїм матеріалом, наприклад, якщо це — різні тональності однієї і тієї ж мелодії, а може втрачатися, навіть якщо всі елементи зберігаються, як в картинах Пікассо (наприклад, малюнок Пікассо «Кіт»).
Як основний закон угруповання окремих елементів був постулював закон преґнантності (Prägnanz). Преґнантність (від лат. Praegnans — змістовний, обтяжений, багатий) — одне з ключових понять гештальт-психології, що означає завершеність гештальтів, що придбали урівноважений стан, «хорошу форму». Гештальти преґнантності мають такі властивості: замкнуті, чітко виражені межі, симетричність, внутрішня структура, що набуває форму фігури. При цьому були виділені фактори, що сприяють угрупуванню елементів в цілісні гештальти, такі як «фактор близькості», «фактор схожості», «фактор гарного продовження», «фактор спільної долі».